# Бандар-лог

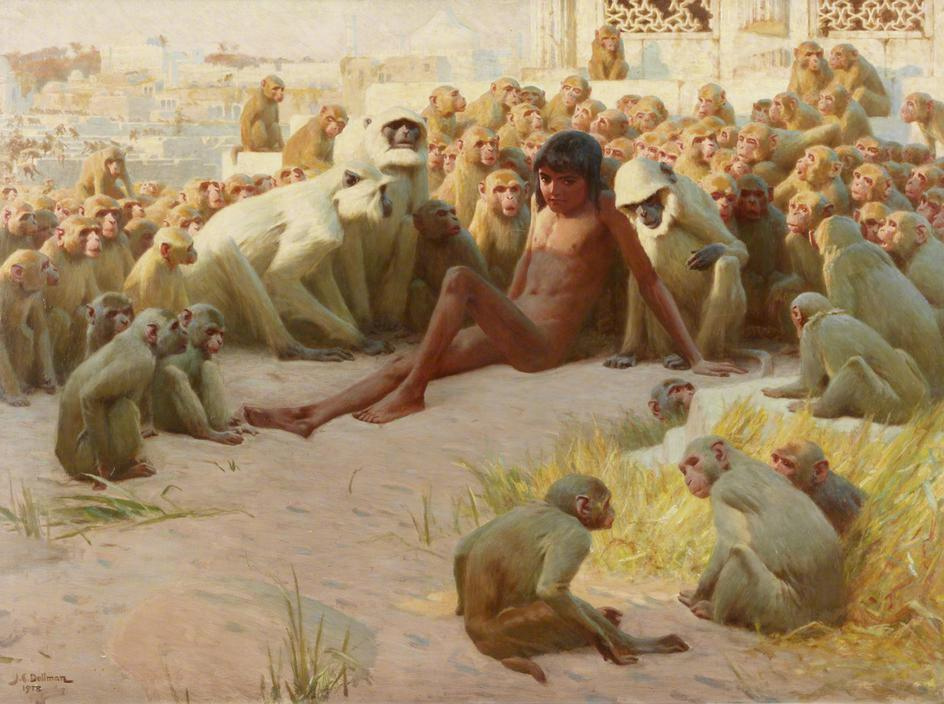
Мауглі та бандар-логи на ілюстрації Джона Чарлза Доллмана.

Бандар-логи (гінді बन्दर-लोग, англ. Bandar-log) — персонажі «Книги джунглів» Редьярда Кіплінга, а також радянського мультфільму «Мауглі» за мотивами творів Кіплінга. Бандар-логи — мавпи; мовою гінді बन्दर, bandar — «мавпа», а लोग, log — «народ». У «Книзі джунглів» найпомітнішою появою бандар-логів є оповідання «Полювання Каа», в якому вони викрадають Мауглі, помітивши його схожість із мавпами. Ставлення до них у світі Кіплінга відповідає ставленню до касти паріїв в Індії: внаслідок їхньої легковажної анархії. Їхню дурнувату й балакучу поведінку ілюструє їхнє власне гасло: «Ми великі. Ми вільні. Ми надзвичайні. Ми — найбільш надзвичайний народ у всіх джунглях! Ми всі кажемо так, отже, це має бути правдою» (We are great. We are free. We are wonderful. We are the most wonderful people in all the jungle! We all say so, and so it must be true.). Бандар-логи спілкуються майже винятково наслідуванням мови інших тварин. Поезія «Дорожня пісня Бандар-логів» додається до «Полювання Каа» і виявляє строгу відданність Кіплінга поетичній формі.

## Інші значення терміна
- «Bandar Log» — назва регбійної команди з Марселя, Франція, заснованої в 1981 році.